# Церковь Смоленской иконы Божией Матери (Новогорбово)
Церковь Смоленской иконы Божией Матери (Смоленская церковь) — православный храм в деревне Новогорбово Рузского района Московской области.

## История
Впервые церковь Смоленской иконы Богородицы была построена в сельце Горбово владелицей, княгиней Приимковой-Ростовской, в 1706 году — в книге Патриаршего казённого приказа 25 июля 1706 года есть запись, что 
выдан антиминс в Рузский уезд в вотчину княгини Ирины Тимофеевны в новопостроенную церковь во имя Одигитрии Пресвятыя Богородицы.
 Село Горбово, по церкви, называлось также Одигитриевское.
В 1758 году, на средства помещика Ивана Михайловича Кольцова-Масальского, была построена
ныне существующая двухэтажная каменная церковь. В подклете размещался зимний храм преподобномученицы Евдокии, летний, Смоленской иконы Божией Матери, находился на втором этаже. В него вели две лестницы, размещенные по сторонам колокольни, храм с трёх сторон окружали галереи. Позднее, при расширении церкви, галереи переделали в наружные стены, в 1861 году вокруг храма устроили деревянную ограду. Местная храмовая икона Смоленской Божией Матери почиталась чудотворной, к церкви было приписано пять часовен: в Голосове — каменная, в деревнях Терехове, Панове, Лызлове и близ деревни Велькино — деревянные.
В советское время церковь закрыли, со временем почти разрушили, в частности, полностью обрушилась северная стена трапезной.
В 1990-х годах храм возвращён верующим, приходская жизнь церкви ещё только организуется, намечены восстановительные работы, летом, раз в месяц, настоятелем Рождественской церкви в Колюбакино, совершается литургия.
В 2019 году восстановлен.